# Fałszywy ruch
Fałszywy ruch (niem. Falsche Bewegung) – niemiecki film drogi z 1975 roku w reżyserii Wima Wendersa.
Film stanowi drugą część trylogii Wendersa, na którą składały się również filmy Alicja w miastach (1974) i Z biegiem czasu (1975). Jest to luźna adaptacja klasycznej powieści Johanna Wolfganga Goethego Lata nauki Wilhelma Meistra. W filmie zadebiutowała Nastassja Kinski, trzynastoletnia podczas kręcenia zdjęć, która występowała również w późniejszych dziełach Wendersa.
Zdjęcia do filmu powstały w różnych częściach RFN, m.in. w Glückstadt (Szlezwik-Holsztyn), w Bonn, Hamburgu, Frankfurcie nad Menem, w Boppard i Osterspai (Nadrenia-Palatynat) oraz na Zugspitze w Bawarii.

## Obsada
- Rüdiger Vogler jako Wilhelm
- Hanna Schygulla jako Therese Farner
- Hans Christian Blech jako Laertes
- Nastassja Kinski (pod nazwiskiem Nastassja Nakszynski) jako Mignon